# Liste der Kulturgüter in Curtilles
Die Liste der Kulturgüter in Curtilles enthält alle Objekte in der Gemeinde Curtilles im Kanton Waadt, die gemäss der Haager Konvention zum Schutz von Kulturgut bei bewaffneten Konflikten, dem Bundesgesetz vom 20. Juni 2014 über den Schutz der Kulturgüter bei bewaffneten Konflikten sowie der Verordnung vom 29. Oktober 2014 über den Schutz der Kulturgüter bei bewaffneten Konflikten unter Schutz stehen.
Objekte der Kategorien A und B sind vollständig in der Liste enthalten, Objekte der Kategorie C fehlen zurzeit (Stand: 1. Januar 2023).

## Kulturgüter
| Foto |                                                                         | Objekt                                                                    | Kat. | Typ | Standort                            | Beschreibung |
| ---- | ----------------------------------------------------------------------- | ------------------------------------------------------------------------- | ---- | --- | ----------------------------------- | ------------ |
| ja   | Datei hochladen · Wikidata zu Schloss (Q2969099)                        | Schloss Curtilles / Château de Curtilles KGS-Nr.: 06045                   | A    | G   | Chemin du Château 1 554844 / 172069 |              |
| ja   | Datei hochladen · Wikidata zu Reformierte Kirche Notre-Dame (Q29890731) | Reformierte Kirche Notre-Dame / Église réformée Notre-Dame KGS-Nr.: 06046 | B    | G   | Route de Lucens 24 554799 / 172560  |              |